# 奥原敏雄
奥原 敏雄（おくはら としお、1932年12月16日 - 2015年12月30日）は、日本の国際法学者、国士舘大学名誉教授。
大連に生まれ、熊本県出身。尖閣諸島の研究に力を尽くし、日本尖閣史学の開祖とされる。
昭和40年代後半、京都大学教授井上清との間で戦わされた奥原井上論争は、その後の尖閣史論争の原型となった。
井上は赤尾嶼（久米赤島、大正島）まで歴史上の中国領土だったとしたが、奧原は清国官製の台湾地誌に清国台湾府の北限が鷄籠（基隆）までと記載されていることを以て井上の主張を否定した。
また琉球冊封使最古の記録である陳侃『使琉球録』に、琉球国王からの派遣人員が水先案内をつとめたと記載されていることに奥原が最も早く論及し、中国側が尖閣諸島の発見者であることを否定した。
2015年12月30日午後1時23分、前立腺がんのため死去。享年83。